# دانيلو هيريديا
دانيلو هيريديا (بالإسبانية: Danilo Heredia)‏ هو دراج فنزويلي، ولد في 26 سبتمبر 1927.

## وصلات خارجية
- دانيلو هيريديا على موقع أوليمبيديا (الإنجليزية)